# B’z
B’z (ausgesprochen Bies) ist eine über Japan hinaus bekannte Rockband, bestehend aus Tak Matsumoto (松本 孝弘 Matsumoto Takahiro, Gitarre, Komposition) und Kōshi Inaba (稲葉 浩志 Inaba Kōshi, Gesang) eigentlicher Name Hiroshi Inaba (稲葉浩志, Inaba Hiroshi).
Seit ihrer Gründung haben sie über 77 Millionen Tonträger (34 Millionen Singles, 43 Millionen Alben; Stand: Mitte 2008) verkauft. Mit ihrer 48. Single, Sayonara Kizudarake no Hibiyo, haben es 43 ihrer Singles in Folge auf Platz 1 der japanischen Charts geschafft. Am 19. November 2007 wurde B’z als erste asiatische Band auf dem Rock Walk of Fame verewigt.

## Geschichte
B’z gaben ihr Debüt mit „Dakara Sono Te wo Hanashite“ am 21. September 1988. Ihr erster großer Hit war das im darauf folgenden Jahr veröffentlichte Minialbum „Bad Communication“. Kurz darauf wurden sie eine der erfolgreichsten japanischen Rockbands. Seit ihrer fünften Single erreichten sie immer eine der Toppositionen der japanischen Charts.
2002 gaben B’z ihre erste internationale Liveshow in den USA.
In ihrer Karriere arbeiten B’z häufig mit internationalen Musikern zusammen, wie zum Beispiel Aerosmith, Billy Sheehan, Pat Torpey und anderen. Während Koshi Inaba mit Slash an dessen erstem Soloalbum mit dem Lied SAHARA kollaborierte, hat 2010 Tak Matsumoto mit dem amerikanischen Jazz-Gitarristen Larry Carlton ein gemeinsames Album veröffentlicht, Take your pick,
das im Februar 2011 den Grammy Award für das Best Pop Instrumental Album gewonnen hat.
Diese und andere Soloprojekte der letzten Jahre haben kurzzeitig zu Trennungsgerüchten geführt, die aber mit der Veröffentlichung ihres neuen Albums The Circle verstummten.
Wie andere Künstler wurde B’z von der dreifachen Katastrophe des 11. März betroffen. Die Band sollte nämlich ihre 48. Single Sayonara Kizudarake no Hibiyo am 30. März veröffentlichen, verschob dies aber auf den 13. April. B’z nimmt als einzige japanische Band dem von Linkin Park eingeführten Projekt Tsunami Relief teil. Das Projekt soll den Opfern des Erdbebens und des Tsunami 2011 helfen. Am 31. August 2011 spielten B’z mit der Band Linkin Park zusammen bei einer Secret Show. Die Show fand am 31. August 2011 an einem kleinen, persönlichen Ort in Los Angeles statt. Der Schauplatz wurde lediglich denen mitgeteilt, die die Tickets bekommen haben. Die Fans sammelten dafür 350'000 US-Dollar. 100 % von den Einnahmen unterstützen Kinder und Familien, die von dem Tōhoku-Erdbeben 2011 und dem Tsunami betroffen sind.
Einige Songs von B’z wurden auch in einer gekürzten Form als Opening bzw. Ending für die Anime-Serie Detektiv Conan verwendet. Unter anderem wurde die 49. Single Don’t Wanna Lie als Ending des 15. Animefilms von Detektiv Conan sowie als Opening der TV-Serie seit Anfang April 2011 verwendet. Diese Single ist am 1. Juni erschienen.

## Diskografie
Studioalben

| Jahr | Titel         | Höchstplatzierung, Gesamtwochen, AuszeichnungChartsChartplatzierungen (Jahr, Titel, Platzierungen, Wochen, Auszeichnungen, Anmerkungen) | Anmerkungen                                                      |
| Jahr | Titel         | JP | Anmerkungen                                                      |
| ---- | ------------- | --- | ---------------------------------------------------------------- |
| 1988 | B’z           | JP47 (87 Wo.)JP | Erstveröffentlichung: 21. September 1988 Verkäufe JP: + 338.360  |
| 1989 | Off the Lock  | JP33 Diamant · (126 Wo.)JP | Erstveröffentlichung: 21. Mai 1989 Verkäufe JP: + 604.700        |
| 1990 | Break Through | JP3 Diamant · (124 Wo.)JP | Erstveröffentlichung: 21. Februar 1990 Verkäufe JP: + 724.640    |
| 1990 | Risky         | JP1 ×2Doppeldiamant · (130 Wo.)JP | Erstveröffentlichung: 7. November 1990 Verkäufe JP: + 1.695.900  |
| 1991 | In the Life   | JP1 ×2Doppeldiamant · (98 Wo.)JP | Erstveröffentlichung: 27. November 1991 Verkäufe JP: + 2.402.970 |
| 1992 | Run           | JP1 ×6Sechsfachplatin · (53 Wo.)JP | Erstveröffentlichung: 28. Oktober 1992 Verkäufe JP: + 2.196.660  |
| 1994 | The 7th Blues | JP1 ×4Vierfachplatin · (16 Wo.)JP | Erstveröffentlichung: 2. März 1994 Verkäufe JP: + 1.630.450      |
| 1995 | Loose         | JP1 ×3Dreifachdiamant · (32 Wo.)JP | Erstveröffentlichung: 22. November 1995 Verkäufe JP: + 3.003.210 |
| 1997 | Survive       | JP1 ×2Doppeldiamant · (24 Wo.)JP | Erstveröffentlichung: 19. November 1997 Verkäufe JP: + 1.723.030 |
| 1999 | Brotherhood   | JP1 ×3Dreifachplatin · (14 Wo.)JP | Erstveröffentlichung: 14. Juli 1999 Verkäufe JP: + 1.391.850     |
| 1999 | Eleven        | JP1 Diamant · (12 Wo.)JP | Erstveröffentlichung: 6. Dezember 2000 Verkäufe JP: + 1.132.180  |
| 2002 | Green         | JP1 ×3Dreifachplatin · (16 Wo.)JP | Erstveröffentlichung: 3. Juli 2002 Verkäufe JP: + 1.131.788      |
| 2003 | Big Machine   | JP1 ×3Dreifachplatin · (23 Wo.)JP | Erstveröffentlichung: 17. September 2003 Verkäufe JP: + 746.451  |
| 2005 | The Circle    | JP1 ×2Doppelplatin · (24 Wo.)JP | Erstveröffentlichung: 6. April 2005 Verkäufe JP: + 557.783       |
| 2006 | Monster       | JP1 ×2Doppelplatin · (19 Wo.)JP | Erstveröffentlichung: 28. Juni 2006 Verkäufe JP: + 539.708       |
| 2007 | Action        | JP1 Platin · (27 Wo.)JP | Erstveröffentlichung: 5. Dezember 2007 Verkäufe JP: + 440.108    |
| 2009 | Magic         | JP1 ×2Doppelplatin · (26 Wo.)JP | Erstveröffentlichung: 18. November 2009 Verkäufe JP: + 488.468   |
| 2011 | C’mon         | JP1 Platin · (24 Wo.)JP | Erstveröffentlichung: 27. Juli 2011 Verkäufe JP: + 383.428       |
| 2015 | Epic Day      | JP1 Platin · (24 Wo.)JP | Erstveröffentlichung: 4. März 2015 Verkäufe JP: + 294.329        |
| 2017 | Dinosaur      | JP1 Platin · (42 Wo.)JP | Erstveröffentlichung: 29. November 2017 Verkäufe JP: + 240.846   |
| 2019 | New Love      | JP1 Platin · (47 Wo.)JP | Erstveröffentlichung: 29. Mai 2019 Verkäufe JP: + 270.370        |
| 2022 | Highway X     | JP1 Gold · (39 Wo.)JP | Erstveröffentlichung: 10. August 2022 Verkäufe JP: + 156.391     |

grau schraffiert: keine Chartdaten aus diesem Jahr verfügbar